# Mario Camus
Mario Camus García (Santander, Cantabria, 20 de abril de 1935 - Santander, 18 de septiembre de 2021) fue un director y guionista cinematográfico español.

## Biografía

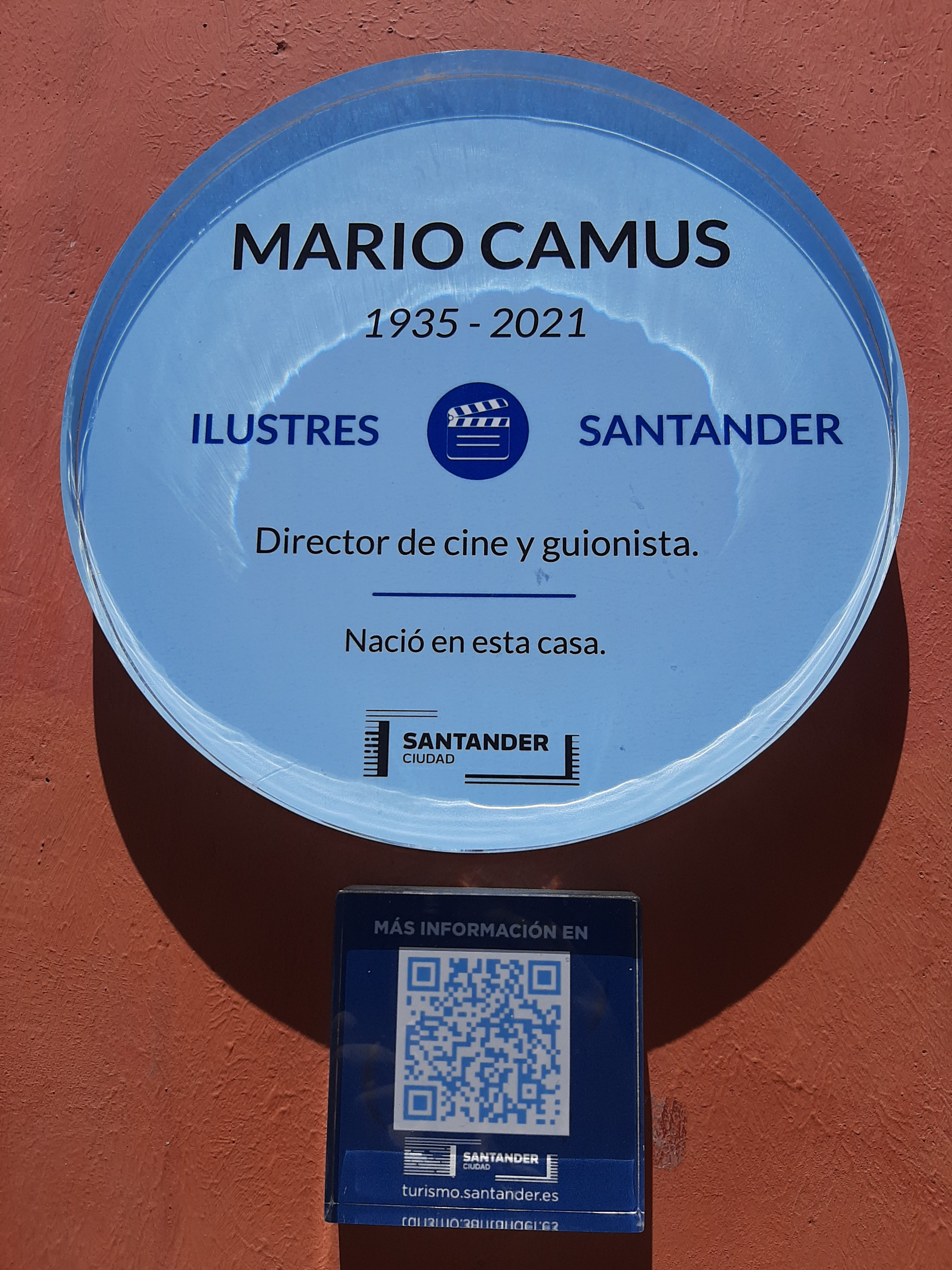
Placa en homenaje a Mario Camus en el número 38 de la calle cardenal Cisneros (Santander, Cantabria)

Nació en el número 38 de la calle cardenal Cisneros, en la ciudad de Santander. Así lo constata una placa a su nombre en dicho emplazamiento.
Estudió Derecho y posteriormente en la Escuela Oficial de Cine. Perteneció a la generación del Nuevo Cine Español de la que forman parte, entre otros, Carlos Saura, Basilio Martín Patino, José Luis Borau, Julio Diamante, Miguel Picazo y Manuel Summers.
Ganador del Oso de oro en el Festival Internacional de Cine de Berlín en 1983 por La colmena. En 1984 en el Festival Internacional de cine de Cannes ganó la mención especial del jurado ecuménico por Los santos inocentes, una de las películas españolas más conocidas por los espectadores. Por estas dos películas obtuvo un gran reconocimiento como cineasta, tanto a nivel nacional como internacional.
Fue reconocida su maestría en la adaptación de textos literarios al cine, como se comprueba en las películas basadas en obras de Calderón de la Barca y Lope de Vega (La leyenda del alcalde de Zalamea, 1972), Ignacio Aldecoa (Young Sánchez, 1964, Con el viento solano, 1967 y Los pájaros de Baden-Baden, 1975), Pérez Galdós (la serie de televisión Fortunata y Jacinta), Camilo J. Cela (La colmena, 1982), Miguel Delibes (Los santos inocentes, 1984), García Lorca (La casa de Bernarda Alba, 1987).
Junto a un cine más comercial al servicio del cantante Raphael y de Sara Montiel en los años sesenta y junto obras de género, como el western La cólera del viento (1970) o las historias de amor conflictivo Volver a vivir (1968) y La joven casada (1975), realizó sus películas más personales ya en la década de los noventa, con el análisis del terrorismo de ETA presente en Sombras en una batalla (1993) y La playa de los galgos (2002) y las fábulas críticas con la sociedad capitalista Después del sueño (1992), Adosados (1996) y El color de las nubes (1998).
Su labor en series de televisión fue igualmente notable, con éxitos muy populares en la década de 1970 (Los Camioneros y Curro Jiménez) y posteriores proyectos con mayor ambición artística y grandes repartos como Los desastres de la guerra y la adaptación de Fortunata y Jacinta.
En su trayectoria profesional realizó también alguna incursión a la dirección escénica teatral, y así fue responsable del montaje de ¿Por qué corres, Ulises? (1975), de Antonio Gala.
Ha escrito los libros de relatos Un fuego oculto (Madrid, 2003) y Apuntes del natural (Santander, 2007), que la editorial Valnera recopiló en 2011 bajo el título 29 relatos.

### Fallecimiento
El 18 de septiembre de 2021, fue reportado su fallecimiento por fuentes familiares a los medios de comunicación. Sus restos mortales fueron traslados al Panteón de Personalidades Ilustres del cementerio de Ciriego (Santander), el 9 de septiembre de 2022.

## Filmografía

### Cine
| Año  | Título                            |
| ---- | --------------------------------- |
| 1963 | Los farsantes                     |
| 1964 | Young Sánchez                     |
| 1965 | Muere una mujer                   |
| 1965 | La visita que no tocó el timbre   |
| 1966 | Cuando tú no estás                |
| 1967 | Volver a vivir                    |
| 1967 | Con el viento solano              |
| 1967 | Al ponerse el sol                 |
| 1968 | Digan lo que digan                |
| 1969 | Esa mujer                         |
| 1971 | La cólera del viento              |
| 1972 | La leyenda del alcalde de Zalamea |
| 1975 | Los pájaros de Baden-Baden        |
| 1975 | La joven casada                   |
| 1978 | Los días del pasado               |
| 1982 | La colmena                        |
| 1984 | Los santos inocentes              |
| 1985 | La vieja música                   |
| 1987 | La rusa                           |
| 1987 | La casa de Bernarda Alba          |
| 1990 | La mujer y el pelele              |
| 1992 | Después del sueño                 |
| 1993 | Sombras en una batalla            |
| 1994 | Amor propio                       |
| 1996 | Adosados                          |
| 1997 | El color de las nubes             |
| 1998 | El Coyote: Don César de Echagüe   |
| 1998 | La vuelta de El Coyote            |
| 1998 | El Coyote: El tribunal del Coyote |
| 1999 | La ciudad de los prodigios        |
| 2002 | La playa de los galgos            |
| 2007 | El prado de las estrellas         |

### Televisión
| Año  | Serie                          | Director |
| ---- | ------------------------------ | --- |
| 1990 | La femme et le pantin (D)      | Mario Camus |
| 1990 | La forja de un rebelde (D)(G)  | Mario Camus |
| 1983 | Los desastres de la guerra (D) | Mario Camus |
| 1980 | Fortunata y Jacinta (D) (G)    | Mario Camus |
| 1976 | Paisaje con figuras (D)        | Mario Camus |
| 1976 | Curro Jiménez (D)              | Mario Camus, Antonio Drove Pilar Miró, Joaquín Romero Marchent, Rafael Romero Marchent Francisco Rovira Beleta |
| 1974 | Los camioneros (D)             | Mario Camus |
| 1973 | Noelia y el wavalaooo (D)      | Mario Camus |
| 1972 | Si las piedras hablaran (D)    | Mario Camus |
| 1968 | Cuentos y leyendas (D)         | Mario Camus |

(D) - Director; (G) - Guionista

## Premios y distinciones
Medallas del Círculo de Escritores Cinematográficos
| Año  | Categoría            | Película                  | Resultado |
| ---- | -------------------- | ------------------------- | --------- |
| 1982 | Mejor director       | La colmena                | Ganador   |
| 1993 | Mejor guion original | Sombras en una batalla    | Ganador   |
| 2008 | Mejor director       | El prado de las estrellas | Nominado  |
| 2008 | Mejor guion original | El prado de las estrellas | Nominado  |

Festival Internacional de Cine de Berlín
| Año  | Categoría  | Película   | Resultado |
| ---- | ---------- | ---------- | --------- |
| 1983 | Oso de oro | La colmena | Ganador   |

Festival Internacional de Cine de Cannes
| Año  | Categoría                           | Película             | Resultado |
| ---- | ----------------------------------- | -------------------- | --------- |
| 1983 | Jurado Ecuménico - Mención especial | Los santos inocentes | Ganador   |

- Premio Nacional de Cinematografía en 1985.
- Premio en la Quincena de Realizadores en el Festival de Cannes de 1993 por Sombras en una batalla.
- Goya. Mejor guion original por Sombras en una batalla en 1994.
- Goya. Goya de honor 2011.
- Premio 'Miguel Picazo', un galardón concedido por la Diputación de Jaén en el marco de la Muestra de Cine Español Inédito.
- Medina del Campo galardona a Mario Camus con el Roel de Honor de la Semana de Cine.
- Premios de la ACE (Nueva York) a mejor película por La Colmena.
- Argentinean Film Critics Association Awards, mejor guion original de ficción por Roma (2007).